# Феодоровская икона Божией Матери (список Феодоровского монастыря)
Феодоровская икона Божией Матери Феодоровского монастыря — местночтимый список Феодоровской иконы Божией Матери, который был главной святыней Феодоровского монастыря в городе Городце. В настоящее время находится в краеведческом музее города Городца.

## История
Время написания иконы точно неизвестно. Согласно надписи на обороте иконы, иллюстрирующий вид Феодоровского монастыря Городца, оборотная сторона иконы написана в 1900 году. В 1953 год икона была передана в музейный фонд в Городце.
В 2006 году в одном из залов музея была создана домовая часовня. В неё из экспозиции была перенесена Феодоровская икона, рядом были помещены Тихвинская Божия Матерь, Спас Вседержитель, святой благоверный князь Александр Невский в схиме.
Во время пребывания иконы в часовне, летом 2006 года икона прошла первую научную реставрацию. В течение нескольких недель с иконой работали студенты и преподаватель из Академии Ильи Глазунова.
В 2007 году часовня была закрыта, а икона была помещена в зале икон. Здесь она пребывала в течение последующих ряда лет. Каждое воскресенье перед нею шли молебны.
При восстановлении Феодоровского монастыря в 2009 году икона осталась в музее, но при освящении Феодоровского собора монастыря 12 сентября 2009 года патриарх Кирилл преподнёс в дар монастырю новый список Феодоровской иконы.

## Описание
[Чудотворная Феодоровская икона Божией Матери является] четвёртой по значимости святыней России
— Патриарх Московский и всея Руси Алексий II
Икона имеет размеры 106x127 см. На 16-ти клеймах иконы отражены события истории чудотворного образа. На обратной стороне иконы изображён план Феодоровского Городецкого монастыря в начале XX века.